# Pasquale Colpi
Pasquale Colpi (Padua, 30 oktober 1841 – aldaar, mei 1922) was burgemeester-volksvertegenwoordiger in Padua, ten tijde van het koninkrijk Italië.
Colpi was een politicus van een conservatief-patriottische partij van de provincie Padua. Zijn familie was bekend als anticommunistisch. Hij was een van de oprichters van de literair-nationalistische kring Dante Alighieri. 
Hij was burgemeester van Padua van 1889 tot 1890. Daarnaast zetelde hij voor een langere tijd in de Kamer van Volksvertegenwoordigers in Rome, namelijk van 1876 tot 1897. Van hem is een tussenkomst bekend voor een staatssubsidie om de hogeschool voor ingenieurs te renoveren in Padua.